# Carlo Spinola
Carlo Spinola (Genova, 1564 – Nagasaki, 10 settembre 1622) è stato un missionario e presbitero italiano della Compagnia di Gesù.
Subì il martirio a Nagasaki, in Giappone, assieme ad altri trentadue confratelli. La Chiesa cattolica lo venera come beato e lo festeggia il 10 settembre.

## Biografia
Figlio di Ottavio Spinola dei conti di Tassarolo, trascorre la sua giovinezza ospite dello zio Filippo vescovo di Nola. Presto entra nella Compagnia di Gesù e inviato come missionario in Giappone per vent'anni. Fu procuratore generale della provincia, e vicario generale dell'Episcopato giapponese. Arrestato in odio alla fede, rimase in carcere per quattro anni, e subì il martirio del rogo a Nagasaki il 10 settembre 1622.
A vent'anni, saputo del martirio del gesuita Rodolfo Acquaviva in India, entra in una crisi di identità, che lo convince, il 21 dicembre 1584, ad entrare nella Compagnia di Gesù. Dopo il noviziato di Napoli e Lecce, sotto la guida di S. Bernardino Realino, ebbe come compagno di studi S. Luigi Gonzaga, e, nel 1594 a Milano, dopo dieci anni di studi venne ordinato sacerdote.
Due anni dopo, nonostante la contrarietà della famiglia, chiese ed ottenne di partire per le Missioni in Giappone. Partì il 10 aprile 1596, ma il viaggio ebbe una sorte avventurosa: una tempesta lo costrinse ad un naufragio sulle coste del Brasile ed imprigionato dagli inglesi e trasferito in Inghilterra.

### Attività missionaria a Nagasaki
Una volta ritornato libero ripartì per il Giappone con il compagno Angelo de Angelis, dove, nel 1602 giunse a Nagasaki, dopo un viaggio altrettanto tormentato a causa di una grave malattia che lo colpì, e dopo aver toccato i porti di Goa e Macao. Per 11 anni operò un intenso apostolato nelle regioni di Arie e Meaco, istituendo una scuola di catechisti e convertendo circa cinquemila giapponesi.
Nel 1611 fu nominato procuratore della provincia gesuitica e poi vicario e  Provinciale. Nel 1614, allo scoppio della persecuzione contro i cristiani dovette vivere in clandestinità sotto falso nome, cambiando spesso il domicilio allo scopo di non essere scoperto.
Compiva la sua missione sacerdotale di notte, girando nelle case dei cristiani, confessando, insegnando e celebrando Messa, finché il 14 dicembre 1618, a causa di una delazione fu sorpreso insieme ad un catechista, Giovanni Kingocu e ad un altro cristiano Ambrogio Fernándes, nella casa di Domenico Jorge, il quale morirà martire un anno dopo, mentre sua moglie Isabella e suo figlio Ignazio vennero arrestati ed imprigionati insieme a padre Carlo Spinola e gli altri.

### La persecuzione dei cristiani e il martirio
Trascorse quattro lunghissimi anni in una prigione in condizioni disumane, insieme ad altre vittime della persecuzione dello shogun Ieyasu e dai suoi successori. La causa era da ricercarsi in due motivi: nella gelosia dei numerosi bonzi buddisti, che credevano nella vendetta degli dei locali e negli intrighi dei calvinisti olandesi i quali avevano timore di influsso eccessivo di Spagna e Portogallo, di cui i missionari erano ritenuti emissari. Si calcola che nel 1614 allo scoppio della persecuzione, i cristiani giapponesi fossero diventati circa trecentomila.
La persecuzione durò ininterrottamente per 250 anni, e iniziò con Ieyasu nel 1674 e terminò nel 1873  ) provocando numerose vittime sia fra i missionari europei che fra gli stessi fedeli, la cui comunità venne quasi completamente distrutta. Ai prigionieri come Carlo Spinola, detenuti nel carcere di Suzuta situato in vetta ad una montagna ed esposto ai sferzanti venti del nord, non venne concessa che una sola coperta, una ciotola di riso e due sardine, solo per tenerli in vita.
Il padre gesuita, nonostante fosse affetto da varie malattie, fu di conforto ai suoi compagni di prigionia appartenenti anche ad altri Ordini religiosi. Nonostante le terribili condizioni della prigionia ebbe la forza ed il coraggio di accogliere nella Compagnia di Gesù quattro catechisti giapponesi.
Agli inizi di settembre 1622, per ordine del governatore Gonrocu fu condotto insieme ad altri 23 compagni di prigionia a Nagasaki. Lì, uniti ad altri perseguitati, provenienti dalle locali carceri, furono messi a morte: il 10 settembre 1622 furono arsi vivi sulle colline 22 persone e altre 30 decapitate.
Carlo Spinola fu bruciato vivo, ma per le sofferenze che già l'avevano debilitato, morì per primo. Prima di morire rivolgendosi ai magistrati giapponesi dichiarò che la sua presenza in Giappone era dettata solo dall'amore di annunciare il Vangelo. Salutò la vedova Isabella e il figlio Ignazio da lui battezzato, che stavano subendo il martirio insieme a lui e intonò un canto di lode a Dio. Le sue ceneri furono disperse in mare.

## Culto
Papa Pio IX il 7 luglio 1867 lo beatificò insieme ad altri 204 martiri, che, rappresentanti delle migliaia di uccisi, avevano dato la vita per Cristo in quella terra lontana.